# 黃欣 (臺灣)
黃欣（1885年10月18日—1947年1月2日），字茂笙，後改南鳴，號固園主人、四梅主人、西圃、萬年布衣等，曾改日本名「國江南鳴」。祖籍泉州晉江，台南安平縣人。台灣日治時期仕紳、實業家、政治人物，曾任總督府評議員。

## 家世
黃家原本居住在泉州晉江鋪錦村，19世紀初期，黃家祖先在家鄉面臨到土地貧瘠、農作物歉收、耕地稀少等困境，因此東渡來台謀生。來台後，選擇於府城五條港內的佛頭港定居。後來，黃欣的祖父黃維霖於台南學甲購買並開墾田地，加上父親黃江於祝三多街經營糖間「錦祥記」，因此讓家產不斷累積而致富。

## 生平

### 早年經歷
黃欣於1885年農曆十月二十五日出生於臺南府安平縣柱仔行街（今台南孔廟附近），1898年進入臺南第一公學校（今國立臺南大學附設實驗國民小學）就讀，4年後畢業，在臺南病院（今衛生福利部臺南醫院）工作。1905年與郭命治結婚，1908年3月前往日本留學，1910年12月東京國民中學肆業。1912年9月，黃欣再度留學日本，就讀於明治大學法科專門部，1913年獲取法學士學位。

### 進入實業界

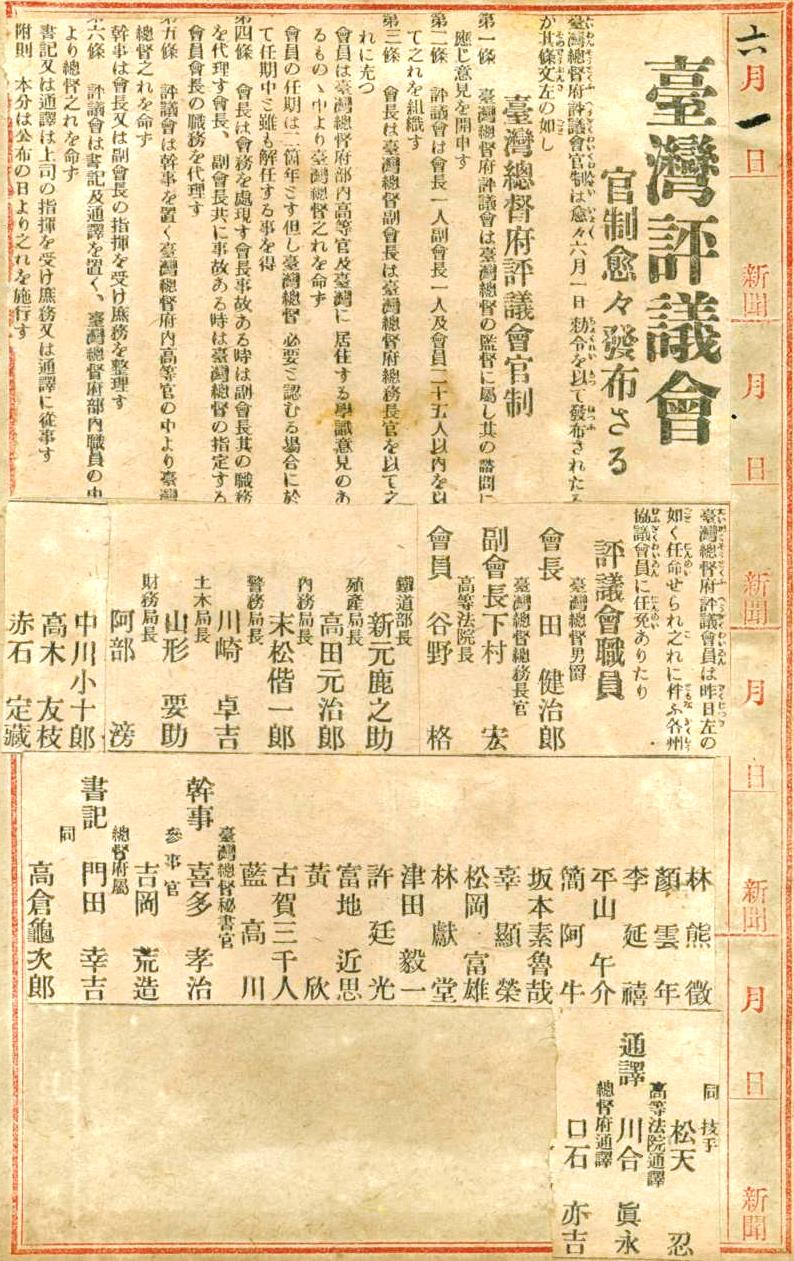
1921年總督府評議會成立，黃欣名列評議員之一。（會員名冊倒數第三者）

1913年10月，黃欣於嘉義下竹圍莊經營農業及魚塭，翌年囑咐其二弟黃溪泉，將原有之宅第擴建為庭園，取名為「固園」。固園是當時臺南的名園，也是文人雅士常聚集之處，曾招待過辜鴻銘、辜顯榮、林獻堂、許南英等名人。
1915年，黃欣當選學甲漁業組合監事，2年後擔任臺南協會理事、東京電氣器具製造株式會社取締役、臺灣製紙株式會社專務取締役、臺南公會理事、臺南集義公司監事。後於1918年1月擔任臺南西區區長，同年8月擔任臺南自動車株式會社監察役，9月擔任嘉義銀行取締役、臺南州教育委員。1920年10月擔任臺南州協議會員，1921年2月擔任帝國在鄉軍人臺南分會名譽會員，同年4月擔任內務局特殊財產評議委員。
同年（1921年）6月，臺灣總督府評議會成立，黃欣被推選為總督府評議會會員。黃欣（明大法學部）與李延禧（明治學院）為當時唯二受過新式教育的臺籍會員。:175之後就一直連任到日本戰敗。
1923年，黃欣擔任台南市教育委員，任內曾組織劇團「南光演藝團」，後於1927年6月擴大劇團成立「台南共勵會」。1924年擔任臺南州稅調查委員，後於1932年擔任1935年擔任詩社南社社長。

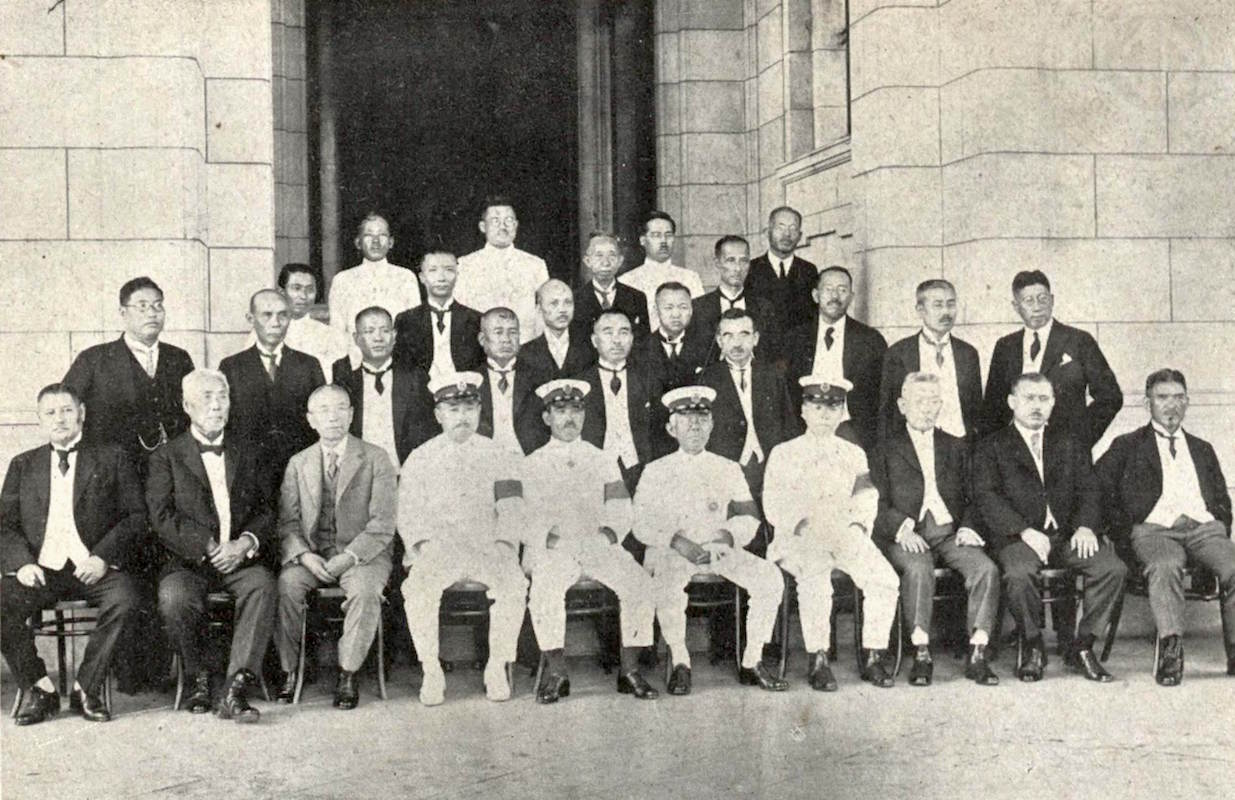
1928年臺灣總督府評議會成員，黃欣為第二排左一。

隨著臺南市人口增加，住宅與店鋪老舊不足。當局計畫拆除老屋，開通現代化的銀座通（今中正路）並沿途建築整齊店家。為響應此大規模市區建設，黃欣與地方仕紳等62名發起籌備「臺南市第一建築購買利用組合」，昭和二年（1927年）獲准成立。設於幸町一丁目六十九番地。首任組合長為住吉秀松，黃欣與王汝禎（王育霖與王育德之父）等人出任監事，理事則有辛西淮等人出任。昭和四年（1929年）該組合遷至末廣町一丁目，七年（1932年）改選黃欣為組合理事長。
此外，黃欣也曾創立集義株式會社、位於汕頭的大東製冰公司、台灣農產製粉會社、共勵義塾（為教育在台但失學的華僑而創立的學校），亦曾參與設立台南庶民信用組合，1932年起長期擔任該組合組合長。他也曾多次向政府提議設立台陽中學，但屢屢遭到駁回，導致他對台灣總督府頗感失望。
1941年日軍偷襲珍珠港。黃欣得知後即對家人吼道：「那些『悾闇仔』真的跑去炸美國的港口！」接著對黃溪泉表示日本軍國內已自顧不暇，這場戰爭惹得這麼大，後面如何收拾？並認為不會撐太久了，日本輸面好大。:210黃欣自珍珠港事件後即看衰日本，常常前往中國，將大兒子天民安置在香港、二兒子安置於上海、三兒子於天津。女兒即隨弟弟一家人疏開到學甲寮。黃欣更不滿軍國主義盛行，於是以50幾歲之齡，身穿軍服、戴軍帽、持武士刀，拍照公開聲稱要應徵報國。引起總督府不滿，黃欣常常前往中國，也讓總督府派憲兵至固園監視、查哨。:248-249

### 逝世
1946年，黃欣被聘僱為嘉南水利會顧問，但某天正要驅車前往開會時，因過度疲勞及嚴重糖尿病而昏倒，後於1947年1月2日因糖尿病併發腎臟病而過世，享年62歲，死後葬於南山公墓。

## 家族
- 黃欣六子黃天驥為古玉專家，也是作家。筆名黃靈芝。曾獲第一屆吳濁流文學獎。[15]:316-317
- 黃欣次女黃阿嬌嫁給為臺灣第一位社會學博士陳紹馨。[15]:313

## 延伸閱讀
- 黃欣詩作列表 （页面存档备份，存于）